# Oskar von Hutier
Oskar von Hutier (Erfurt, 27 augustus 1857 – Berlijn, 5 december 1934) was een Duits aristocraat en militair. Hij nam in 1874 dienst, en bracht het tot generaal in de Eerste Wereldoorlog. In 1919 werd hij eervol ontslagen.
Tijdens de Eerste Wereldoorlog veroverden de troepen onder zijn commando in 1917 Riga. Aan het westelijk front was hij een van de organisatoren van het Michael offensief (1918). Men wijst hem aan als bedenker van de tijdens die aanval succesvolle stormtroeptactiek, volgens sommige bronnen ten onrechte. In een Amerikaanse publicatie uit 1980, geven de generaals Balck en Von Mellenthin aan in zijn geheel niet bekend te zijn met een dergelijke tactiek, ondanks het gegeven dat generaal Balck zelf in zo'n stoottroep had gediend. Ook kolonel Von Uslar-Gleiden (de Duitse militair attaché in Washington D.C.) gaf aan dat de "Von Hultier' tactiek niet als dusdanig voorkomt in Duitse doctrines of publicaties, en dat het bespreken ervan iets typisch Amerikaans/Engels moet zijn geweest. Na zijn pensionering was Von Hutier tot zijn dood voorzitter van de Bond van Duitse Officieren, de Deutscher Offizier Bund. Daar verspreidden hij en zijn neef Erich Ludendorff de dolkstootlegende die de nederlaag van het Duitse leger ontkende en het thuisfront de schuld van de ineenstorting van het Duitse Keizerrijk gaf.

## Loopbaan
Na te zijn opgeleid voor de Duitse Generale Staf maakte Von Hutier een snelle militaire carrière waarin hij afwisselend staffuncties en commando's kreeg toebedeeld.
- 15 april 1875 Sekonde-Lieutenant[4] in (Infanterie-Regiment 88)
- 6 december 1883 Premier-Leutnant[4]
- 21 juli 1888 Opleiding aan de Militaire Academie in Berlijn (Kriegsakademie)
- 22 maart 1889 Lid van de Generale Staf (kommandiert zum Grossen Generalstab)
- 20 september 1890 Hauptmann[4]
- 30 mei 1896 Major[4]
- 10 september 1898 Chef Staf van het Ie Legerkorps (Ia im Generalstab des I. Armee-Korps)
- 14 september 1900 Commandant van een infanterieregiment (Kommandeur des I. Battallions des Infanterie-Regiments 95)
- 12 september 1902 Oberstleutnant[4]
- 18 augustus 1902 Afdelingschef (Abteilungschef im Grossen Generalstab)
- 18 oktober 1902 Plaatsvervangend chef in de Generale Staf van het IIIe Legerkorps (Vertretung des Chefs des Generalstabs des III. Armee-Korps)
- 22 november 1902 Chef van de Generale Staf van het IIIe Legerkorps (Chef des Generalstabs des III. Armee-Korps)
- 15 september 1905 Oberst[4]
- 22 maart 1907 Commando van een regiment infanterie (Kommandeur des Infanterie-Regiments 115)
- 22 maart 1910 Generalmajor en Commando over een brigade (Generalmajor en Kommandeur der 74. Infanterie-Brigade)
- 19 november 1912 Commando over het Ie Garde-Infanterie Regiment 1. (Garde-Infanterie-Division)[5]
- 23 december 1912 Naast het commando ook lid van de studiecommissie van de Militaire Academie (Mitglied der Studienkommission der Kriegsakademie)
- 3 februari 1911 Opperkwartiermeester (Oberquartiermeister im Grossen Generalstab)
- 22 april 1912 Generalleutnant[4]
- 4 april 1915 Bevelvoerend generaal (Kommandierender General des XXI. Armee-Korps)
- 2 januari 1917 Opperbevelhebber (Oberbefehlshaber der Armee-Abteilung D (Dünaburg))
- 27 januari 1917 General der Infanterie (vier sterren)[4]
- 22 april 1917 Opperbevelhebber van het 8e leger (Oberbefehlshaber der 8. Armee) met hoofdkwartier in Mitau en Riga
- 22 december 1917 Opperbevelhebber van het nieuwgevormde 18e leger (Oberbefehlshaber der 18. Armee) aan het Westelijk Front[6]
- 14 januari 1919 Eervol ontslag uit het leger[4]

## Decoraties
- IJzeren Kruis 1914, 1e Klasse (13 september 1914) en 2e Klasse (20 september 1914)
- Commandeur, 1e Klasse in de Orde van de Rode Adelaar met Eikenloof en Zwaarden op 22 juni 1918
- Commandeur, 2e Klasse in de Orde van de Rode Adelaar op 13 september 1906
  - Eikenloof op 21 januari 1912
  - Kroon en Ster op 2 juni 1913
  - Zwaarden op 12 oktober 1915[7]
- Kroonorde (Pruisen), 2e Klasse
- Onderscheiding voor Trouwe Dienst
- Commandeur, 2e Klasse in de Orde van de Leeuw van Zähringen
- Militaire Orde van Verdienste (Beieren), 2e Klasse met Ster
- Ridderkruis, 1e Klasse in de Ludwigsorde (Hessen) in 1909 - 1910
- Grootkruis in de Orde van Philipp de Grootmoedige
- Commandeur in de Greifenorde
- Grootkruis in de Orde van Victoria
- Grootkruis in de Orde van de Dannebrog
- Commandeur in de Orde van Oranje-Nassau[7]
- Militaire Orde van Sint-Hendrik
  - Commandeur, 1e Klasse op 7 mei 1918[4]
  - Commandeur, 2e Klasse
  - Ridder op 16 november 1917[4]
- Pour le Mérite op 6 september 1917[4][8]
  - Eikenloof op 23 maart 1918[4][8]
- Commandeur, 2e klasse in de Huisorde van Hohenzollern met Zwaarden en Ster op 15 oktober 1918
- Hanseatenkruis van de Vrije Hanzestad Hamburg